# Kurubarahalli, Dod Ballapur
Kurubarahalli là một làng thuộc tehsil Dod Ballapur, huyện Bangalore Rural, bang Karnataka, Ấn Độ.